# Union nationale des associations de défense des familles et de l'individu victimes de sectes
L'Union nationale des associations de défense des familles et de l'individu victimes de sectes (UNADFI) est une association française fondée en 1982, reconnue d'utilité publique en 1996. Elle a pour but de prévenir les agissements des groupes, mouvements et organisations à caractère sectaire ainsi que de défendre et d’assister les familles et l’individu victimes de groupes, mouvements ou organisations à caractère sectaire, quelles que soient leur appellation, leur forme et leurs modalités d’action, portant atteinte aux Droits de l’Homme et aux libertés fondamentales définis par la Déclaration Universelle des Droits de l’Homme. Elle regroupe et coordonne les Associations de défense des familles et de l'individu (ADFI).

## Objectifs
L'UNADFI et les ADFI sont des associations apolitiques et aconfessionnelles. L'UNADFI n'a pas pour objet de porter un jugement sur les doctrines et croyances mais axe son travail sur les pratiques abusives exercées par des organisations de type sectaire, entraînant l'altération de l'intégrité de la personne (physique, psychologique, sociale), et portant atteinte aux droits de l'homme, à la dignité humaine et aux libertés individuelles.
Ses domaines d'actions sont :
- l'accueil et l'aide aux familles et personnes victimes de ces organisations ;
- l'étude des principes et des méthodes des organisations de type sectaire ;
- l'information auprès d'un large public ;
- le regroupement des personnes touchées par ce problème ;
- l'aide à la réinsertion de personnes sorties d'un groupe sectaire.

## Histoire
La première association est créée sous le nom de Association pour la défense des valeurs familiales et de l'individu (ADFI) le 18 décembre 1974 à Rennes. Elle est fondée par le docteur Guy Champollion et son épouse Claire, dont le fils était entré dans l'Église de l'Unification (Moon). Très vite, à la suite de la publication d'un article dans Ouest-France, l'association devient le terrain privilégié de rencontre pour des familles dont un membre est sous l'emprise d'un groupe sectaire. L'association essaime rapidement : Paris (29 mai 1975), Lyon, Lille, Bordeaux…
Les témoignages qui affluent concernent d'autres organisations, dont l'Église de Scientologie, la Famille (ex-Enfants de Dieu), l'Association pour la conscience de Krishna, la Méditation transcendantale. Ainsi l'action des ADFI contre les sectes ne se limitent pas au champ chrétien, ni même religieux.
En décembre 1980, à l'initiative de l'ADFI de Paris, des correspondants de 14 pays se réunissent pour mettre en commun leurs informations sur le phénomène des organisations sectaires alors en pleine expansion.
Le 18 mars 1982 se crée l'UNADFI regroupant l'ensemble du réseau des ADFI.
En février 1984, l'UNADFI crée le Bulletin de liaison pour l'étude des sectes BulleS  (ISSN 0758-3370) rédigé par un comité pluridisciplinaire (universitaires, médecins, psychologues, juristes, etc.). Ce bulletin trimestriel contient des articles de fonds sur le phénomène sectaire, des témoignages, des études des organisations et des dérives des mouvements sectaires, de l'actualité.
De 1992 à 2001, la présidence de l'association est exercée par Janine Tavernier qui contribue à lui donner une grande visibilité médiatique. À cette époque, l'opinion publique prend conscience des problèmes de sectes avec les drames successifs de Waco au Texas (secte des Davidiens, 88 morts le 19 avril 1993), Tokyo (secte Aum, attentat dans le métro 11 morts, 5 000 blessés le 20 mars 1995), et en Suisse, Canada et France (Ordre du Temple solaire en 1994 et 1995).
Le premier rapport parlementaire sur « Les sectes en France » en 1995 contribue à rendre plus lisible le phénomène.
L'UNADFI est reconnue d'utilité publique par un décret du 30 avril 1996.
En 1998, la MILS est créée auprès du Premier ministre.
Une nouvelle commission d’enquête parlementaire portant sur Les sectes et l'argent est constituée en 1999.
Janine Tavernier démissionne en 2001 sur un désaccord concernant les dérives des écoles Steiner dénoncées par le rapport de 2000 de la MILS, sa fille y travaillant comme éducatrice spécialisée et ses petits-enfants y étaient scolarisés.
Bernard Le Heritte lui succède. À la même époque, l'association obtient par la loi About-Picard le droit de se porter partie civile dans les procès concernant des dérives sectaires.
En 2004, Catherine Picard, ancienne députée co-auteure de la loi About-Picard, devient présidente de l'association.
En 2018, l'UNADFI coordonne 29 ADFI et 11 antennes.
Membre associé de l'Union nationale des associations familiales (UNAF), l'UNADFI est agréée par le ministère chargé de la Jeunesse pour des actions de prévention en direction de la jeunesse, de l’Éducation populaire, de l’enseignement scolaire et de la vie associative.
Sur le plan international, l'UNADFI est membre de la Fédération européenne des centres de recherche et d'information sur le sectarisme (FECRIS), qui est reconnue depuis 2004 comme organisation non gouvernementale internationale (ONGI) participative auprès du Conseil de l'Europe, et participe à ce titre à des recherches et des actions dans de nombreux pays concernés par le phénomène sectaire.
En 2019, Catherine Picard passe le relais à Joséphine Cesbron. Celle-ci, ancienne avocate, est Docteur en droit et titulaire du diplôme universitaire « Emprise sectaire et processus de vulnérabilité ». Magistrate à la retraite et ancienne secrétaire générale de la Miviludes, Catherine Katz lui succède en mai 2023.
Le financement de la structure est majoritairement assuré par l'État.

## Actions

### Information sur les sectes
L'UNADFI définit les sectes comme une emprise exercée sur une personne vulnérable pouvant lui porter préjudice. Les conséquences en sont des ruptures familiales, sociales et sociétales. Il en résulte une escroquerie intellectuelle, morale et financière.
Pour Catherine Picard : « Les grands sectes nées surtout aux États-Unis dans les années soixante ont été suffisamment dénoncées pour leurs exactions, souvent condamnées pour leurs délits ; l'opinion publique française les connaît et ne s'y trompe pas. ». L'UNADFI s'inquiète davantage de groupes s'identifiant « autour d'une pratique pseudo thérapeutique ou d'une spiritualité New Age ».

### Aide aux victimes
L'UNADFI, depuis sa création, accompagne et informe les individus et les familles dont un membre adhère à un mouvement sectaire, en particulier lorsqu'un mineur est concerné.
Depuis l'édiction d'une législation antisectes en 2001 par la loi About-Picard, les associations reconnues d'utilité publique sont autorisées à se porter partie civile dans les procès.

## Critiques de l'UNADFI
L'UNADFI, ainsi que les autres associations de même engagement comme le Centre contre les manipulations mentales, font régulièrement l'objet de critiques ainsi que d'attaques en justice de la part de groupes qui estiment en dénoncer les dérives. Ces groupes, comme le CAP LC et le CICNS, sont eux-mêmes très sujets à caution, le CAP LC étant réputé proche de la scientologie.
En 2024, la Cour de cassation a confirmé une décision de justice obligeant l'UNADFI à publier un droit de réponse du CAP LC, à la suite d’un litige portant sur des allégations concernant ce groupe. Ce droit de réponse, contestant notamment la qualification de « proche de la Scientologie », figure depuis sur le site de l’UNADFI.